# 14. Landwehr-Division (Deutsches Kaiserreich)
Die 14. Landwehr-Division war ein Großverband der Preußischen Armee im Ersten Weltkrieg.

## Gliederung

### Kriegsgliederung vom 28. Juli 1915
- 21. Landwehr-Infanterie-Brigade
  - Landwehr-Infanterie-Regiment Nr. 10
  - Landwehr-Infanterie-Regiment Nr. 38
  - Landsturm-Infanterie-Regiment Nr. 10
    - Festungs-MG-Zug Nr. 248
    - Festungs-MG-Zug Nr. 260
    - Festungs-MG-Zug Nr. 261

  - 4. Landsturm-Eskadron/XVII. Armee-Korps
  - Feldartillerie-Regiment Nr. 217
  - 2. Landwehr-Pionier-Kompanie/III. Armee-Korps
  - Fernsprech-Doppelzug

### Kriegsgliederung vom 25. Februar 1918
- 21. Landwehr-Infanterie-Brigade
  - Landwehr-Infanterie-Regiment Nr. 10
  - Landwehr-Infanterie-Regiment Nr. 38
  - Infanterie-Regiment Nr. 346
  - Radfahr-Abteilung Nr. 155
  - 2. Eskadron/Kürassier-Regiment „Kaiser Nikolaus I. von Russland“ (Brandenburgisches) Nr. 6
- Artillerie-Kommandeur Nr. 60
  - Feldartillerie-Regiment Nr. 217
  - I. Bataillon/3. Garde-Fußartillerie-Regiment
- Pionier-Bataillon Nr. 414
- Divisions-Nachrichten-Kommandeur Nr. 514

## Gefechtskalender
Die Division wurde am 1. Juli 1915 an der Ostfront zusammengestellt und kam ausschließlich dort zum Einsatz. Über das Kriegsende hinaus verblieb der Verband als Besetzungs- und Sicherungsdienst in Litauen und Weißrussland.

### 1915
- 1. bis 12. Juli --- Stellungskämpfe bei Racion
- 13. bis 14. Juli --- Durchbruch bei Przasnysz
- 13. bis 17. Juli --- Durchbruchsschlacht bei Przasnysz
- 21. Juli bis 12. August --- Einschließungsgefechte von Modlin
- 13. bis 20. August --- Belagerung von Modlin
- 25. August bis 8. September --- Njemen-Schlacht
- 9. September bis 2. Oktober --- Schlacht bei Wilna
- ab 3. Oktober --- Stellungskämpfe zwischen Krewo-Smorgon-Narotschsee und Tweretsch

### 1916
- Stellungskämpfe zwischen Krewo-Smorgon-Narotschsee und Tweretsch

### 1917
- bis 17. September --- Stellungskämpfe zwischen Krewo-Smorgon-Narotschsee und Tweretsch
- 18. September bis 6. Dezember --- Stellungskämpfe zwischen Njemen-Beresina-Krewo-Smorgon-Narotschsee und Tweretsch
- 6. bis 17. Dezember --- Waffenruhe
- ab 17. Dezember --- Waffenstillstand

### 1918
- bis 18. Februar --- Waffenstillstand
- 18. Februar bis 3. März --- Verfolgungskämpfe durch Weißruthenien
- 3. März bis 15. November --- Okkupation großrussischen Gebietes
- 16. November bis 27. Dezember --- Besetzungs- und Sicherungsdienst in Litauen und Weißrussland

## Kommandeure
| Dienstgrad      | Name                         | Datum                             |
| --------------- | ---------------------------- | --------------------------------- |
| Generalleutnant | Paul Schalscha von Ehrenfeld | 30. Juni 1915 bis 4. Februar 1919 |